# Podsused - Vrapče

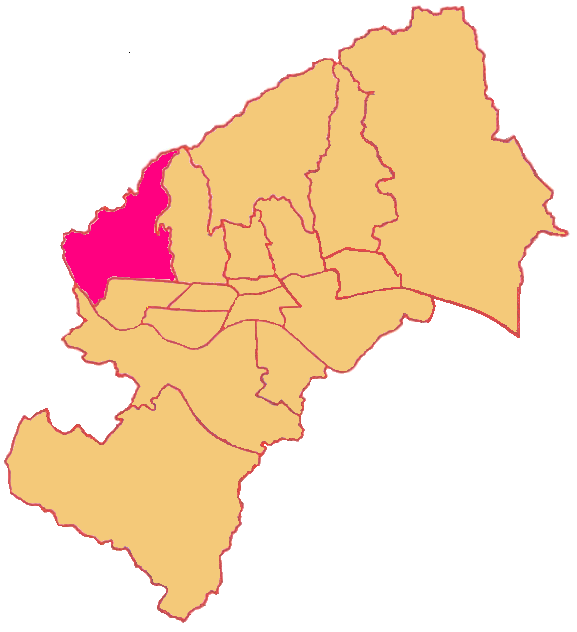
Locatie van district in Zagreb

Podsused - Vrapče is een van de stadsdelen van de Kroatische hoofdstad Zagreb. De wijk ligt in het noordwesten van de stad en heeft (per 2001) 42.360 inwoners.

## Wijken in Podsused - Vrapče
- Gornji Stenjevec
- Gornje Vrapče
- Perjavica-Borčec
- Podsused
- Vrapče-centar
- Gajnice
- Stenjevec

Brezovica · Črnomerec · Donja Dubrava · Donji Grad · Gornja Dubrava · Gornji Grad - Medveščak · Maksimir · Novi Zagreb - istok · Novi Zagreb - zapad · Peščenica - Žitnjak · Podsljeme · Podsused - Vrapče · Sesvete · Stenjevec · Trešnjevka - jug · Trešnjevka - sjever · Trnje